# Pseudolmedia laevigata
Pseudolmedia laevigata är en mullbärsväxtart som beskrevs av Trec.. Pseudolmedia laevigata ingår i släktet Pseudolmedia och familjen mullbärsväxter. Inga underarter finns listade i Catalogue of Life.